# Подсмрека при Великих Лашчах
Подсмрека при Великим Лашчах (словен. Podsmreka pri Velikih Laščah) је насељено место у општини Велике Лашче, Средњесловенска регија, Словенија.

## Историја
До територијалне реорганизације у Словенији била је у саставу града Љубљане, односно старе општине Вич–Рудник.

## Становништво
У попису становништва из 2011. године, Подсмрека при Великих Лашчах имала је 22 становника.
| Број становника према пописима | Број становника према пописима | Број становника према пописима |
| ------------------------------ | ------------------------------ | ------------------------------ |
| 1991                           | 2002                           | 2011                           |
| 24                             | 24                             | 22                             |

Напомена: До 1987. исказивано под називом Подсмрека.